# والری لوبانوفسکی
والری لوبانوفسکی (اوکراینی: Вале́рій Васи́льович Лобано́вський؛ ۶ ژانویه ۱۹۳۹ – ۱۳ مه ۲۰۰۲) بازیکن و مربی فوتبال اهل اتحاد جماهیر سوسیالیستی شوروی بود.
از باشگاه‌هایی که در آن بازی کرده‌است می‌توان به شاختار دونتسک، دینامو کیف و چورنومورتس اودسا اشاره کرد.
وی همچنین در تیم ملی فوتبال شوروی بازی کرده‌است.